# Otto von Diederichs

Otto von Diederichs

Ernst Otto von Diederichs (* 7. September 1843 in Minden; † 8. März 1918 in Baden-Baden) war ein deutscher Admiral.

## Leben

### Herkunft
Otto war der jüngste Sohn des preußischen Oberregierungsrates Friedrich von Diederichs (1805–1888) und dessen Ehefrau Henriette, geborene Molinari († 1880). Die Familie war 1816 in den erblichen preußischen Adelstand erhoben worden.

### Karriere
Diederichs verließ das Gymnasium mit einer Sekundarausbildung und trat anschließend am 1. Januar 1862 als Avantgardeur in das Ostpreußische Füsilier-Regiment Nr. 33 der Preußischen Armee ein. Bereits zum 30. Juni 1862 schied er wieder aus dem Militärdienst aus und fuhr auf verschiedenen Handelsschiffen zur See. Am 6. September 1865 erfolgte sein Eintritt in die Preußische Marine als Offiziersaspirant und Matrose II. Klasse. Zunächst diente er auf den Segelfregatten Niobe und Gefion, bevor er vom 2. November 1866 bis 25. Juni 1867 die Marineschule absolvierte. Kurzzeitig war er anschließend auf der königlichen Jacht Grille tätig.
Im Jahre 1867 wurde Diederichs zum Unterleutnant zur See befördert und als Ausbilder auf das Segelschulschiff Musquito kommandiert. 1869 erfolgte seine Beförderung zum Oberleutnant zur See. Im Krieg gegen Frankreich 1870/71 befehligte er das Kanonenboot Natter. Ab 1871 nahm er dann an einem postgradualen Ausbildungsgang die Marineakademie in Kiel teil. Mit ihm gemeinsam besuchten diesen Kurs noch Victor Valois, Felix Bendemann und Gustav von Senden-Bibran bis 1874. Während dieser Zeit war Diederichs auf der Korvette Luise eingesetzt und anschließend bis 1878 bei den Torpedostreitkräften im Dienst. Es folgten mehrere größere Auslandseinsätze vom Oktober 1878 für zwei Jahre auf Ostorientalischen Stationen mit der Freya und im Gewässerbereich um Hongkong. Inzwischen zum Korvettenkapitän und Kapitän befördert, lehrte er an der Marineakademie Kiel in den Fachgebieten der Schützen- und Torpedoausbildung von 1880 bis 1890. Sein Nachdiplom legte er 1884 an der Marineakademie ab.
Als Oberwerftdirektor in Kiel wurde Diederichs 1892 zum Konteradmiral befördert. Anschließend führte ihn ab 1893 eine Dienstreise in die USA, um sich auf den verschiedenen amerikanischen Werften über den Stand der Schiffsbautechnik zu informieren und an Lehrveranstaltungen des Naval War College in Newport teilzunehmen. 1895 wurde er Chef des Stabes beim Oberkommando der Marine unter dem Kommando von Admiral Eduard von Knorr (1840–1920). Bei dem obligatorischen Herbstmanöver hatte er sich mit seinem Vorgesetzten Knorr eine Auseinandersetzung geliefert, die eine 6-monatige Beurlaubung zur Folge hatte. Im Ergebnis dieses Vorfalls reichten die Überlegungen Diederichs bis hin zur endgültigen Liquidierung seines Dienstes bei der Marine.
Ein historischer Zufall änderte aber seine persönliche Situation unerwartet plötzlich. In der Zeit ab 1895 hatte sich Deutschland vielseitig um die Gewinnung kolonialen Besitzes bemüht. Nun hatte sich die Situation im chinesischen Machtbereich erneut „hoffnungsvoll“ entwickelt. Die kaiserliche Flotte lag seit 1896 vor der chinesischen Küste in Lauerstellung, um einen geeigneten Anlass zum Eingreifen unmittelbar nutzen zu können. Der vor Ort agierende Alfred Tirpitz (1849–1930) wurde kurzfristig nach Berlin abgerufen und sein Platz war neu zu besetzen. Als Diederichs noch auf der Anreise in die Region war, erfolgte am 1. April 1897 seine Ernennung zum Chef der Kreuzerdivision. Zu ihr gehörten die Panzerfregatte Kaiser und die Kleinen Kreuzer Prinzeß Wilhelm, Arcona und Cormoran. Im Oktober 1897 erreicht ihn eine Depesche, die sich seiner Meinung nach sehr zur Schaffung eines „Sühnefalls“ eignen könnte. Ein deutsches Dampfboot, selbstverständlich beflaggt, war von einer Gruppe Chinesen mit Gegenständen beworfen und beschimpft worden. „Beleidigung der deutschen Flagge“, wie diese Bagatelle von ihm ausgelegt wurde, könnte den Anlass für die in Augenschein genommene militärische Aktion werden. Noch wurde er aber zurückgepfiffen, da es noch kein Einverständnis von der russischen Seite gab. Als dann aber am 5. November 1897 eine neue Meldung eintraf, dass in Süd-Shandong ein deutscher Missionar getötet, der zweite vermisst sei, erhielt er am 8. November um 12.30 Uhr den kaiserlichen Befehl für das gesamte Geschwader in der Bucht vor Kiautschou, „besetzen sie geeignete Punkte, ergreifen sie Maßnahmen zur Sühne“. Diesen Befehl Kaiser Wilhelm II. vollzog Diederichs am 14. November 1897, landete in der Bucht von Kiautschou und besetzte den Küstenabschnitt. Daraufhin wurde er zum Vizeadmiral befördert. Anschließend nahm er an den Verhandlungen über die besonderen Ansprüche Deutschlands im Kiautschou-Gebiet teil. Diese sollten zwar nach außen hin den Bodenwucher unterbinden und der Gemeinde einen angemessenen Anteil am Erfolg ihrer Arbeit zusichern, aber sie waren nichts anderes als die offizielle Tarnung zur Schaffung einer deutschen Kolonie in Tsingtau. Wie sich dann in den Folgemonaten auch herausstellte. Noch im Dezember trafen weitere deutsche Schiffe zur „Stabilisierung der Lage“ in der Bucht ein. Und gleich Anfang des Jahres 1898 machte das Schiff der Norddeutsche Lloyd (NDL) Darmstadt im Hafen fest, an Bord befanden sich 1.200 Marinesoldaten des III. Seebataillons. Am 6. März 1898 pachtete Deutschland die Bucht für 99 Jahre von China. Diederichs wurde zum Reichsgouverneur ernannt. Ende 1899 übergab er seine Ämter in Kiautschou an Prinz Heinrich von Preußen.
Nach seiner Rückkehr aus Südostasien wurde er in den Admiralstab kommandiert. Als Diederichs dort eintraf, war die Behörde noch voll im Umbruch, Unstimmigkeiten, Kompetenzstreitigkeiten waren an der Tagesordnung. Zwischen 1900 und 1902 übte er das Amt des Chef des Admiralstabs der kaiserlichen Marine aus. Damit löste er seinen Vorgänger Felix Bendemann (1848–1915) ab, der das Amt nur vom 14. März bis 13. Dezember 1899 innehatte. Sein Büro befand sich in Berlin Leipziger Platz 13. Auf sein besonderes Hinwirken wurde 1900/01 das Nachrichtenbüro im Admiralsstab geschaffen, das als Abt. „N“ bezeichnet, sich in den folgenden Jahren zum Marinenachrichtendienst entwickelte. Daneben bestand das als „Ch“ bezeichnete Chiffrebüro, dem die Entwicklung, Ausgabe und Kontrolle der Chiffrierunterlagen für die getarnte Kommunikation zwischen den Marineeinheiten und ihren Schiffen auf See verantwortlich war. Im Januar 1902 wurde Diederichs zum Admiral befördert. In seinem ausgeübten Amt verfügte der von außen Kommende jedoch selbst nur über ein geringes Netzwerk, fand weder den persönlichen Zugang zu Tirpitz noch zum Kaiser Wilhelm II. und musste sehr häufig feststellen, dass seine eigenen Praxiserfahrungen, die er im Ausland und im Kommando von Schiffen gesammelt hatte, kaum in den Augen der Admiralstäbler einen Wert besaßen. Am 9. August 1902 stelle er selbst den Antrag auf Rückgabe seines Amtes, um dem Ansinnen von Tirpitz zuvorzukommen. Am 19. August 1902 wurde er zur Disposition und gleichzeitig à la suite des Seeoffizierkorps gestellt. Sein Nachfolger als Chef des Admiralstabes wurde Wilhelm Büchsel (1848–1920), der am 20. August 1902 das Amt in Berlin antrat.
Seinen Lebensabend verbrachte er in Baden-Baden, wo er nach seinem Tod in einem Mausoleum beigesetzt wurde.

### Familie
Diederichs hatte sich am 14. November 1871 in Leer mit Henriette Klopp (1853–1917) verheiratet. Aus der Ehe gingen die Söhne Friedrich (1872–1966) und Hermann (* 1877) hervor, die beide eine Laufbahn in der Kaiserlichen Marine einschlugen und es bis zum Korvettenkapitän brachten.

## Auszeichnungen, Ehrungen
Am 21. November 1898 weihte Prinz Heinrich von Preußen anlässlich der ein Jahr zuvor erfolgten militärischen Besetzung von Kiautschou auf dem gleichzeitig nach Diederichs benannten „Diederichsberg“ in Tsingtau das Denkmal Diederichsstein ein.